# Sankt Georgen im Schwarzwald
Sankt Georgen im Schwarzwald (ufficialmente: St. Georgen im Schwarzwald; letteralmente: «St. Georgen nella Foresta Nera») è una città tedesca di 13 122 abitanti, situata nel land del Baden-Württemberg.